# Black River (colonie)
Pour les articles homonymes, voir Black River.
La colonie de Black River était une colonie britannique sur la côte des Mosquitos en Amérique centrale. Elle est fondée en 1732 par un colon britannique nommé William Pitt, parent éloigné de William Pitt l'Ancien. 
La colonie, faite sur un territoire revendiqué mais jamais véritablement contrôlé par l’Espagne, est évacuée en 1787 selon les termes de la Convention anglo-espagnole de 1786. À cette époque la peuplement britannique représentait environ 2 600 personnes réparties sur une douzaine d'établissements.
Les Espagnols tentent ensuite de coloniser la région, mais les Miskitos locaux massacrent la plupart des habitants le 4 septembre 1800. La colonie est alors abandonnée, et ses restes peuvent encore être vus près du village de Palacios dans le département hondurien de Gracias a Diós.